# Tweede Vaticaans Concilie

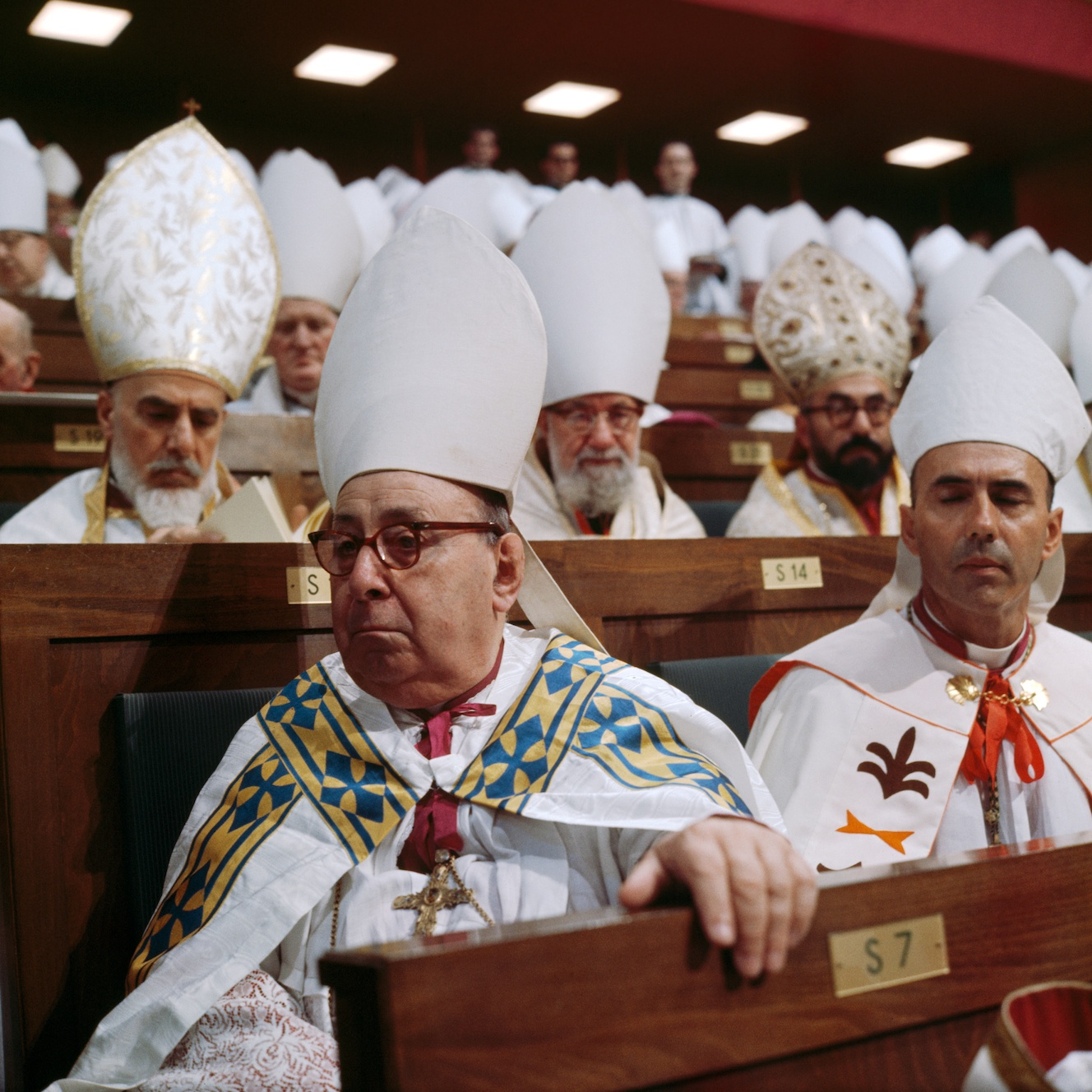
Concilievaders, 1962-1965

Het Tweede Vaticaans Oecumenisch Concilie, ook wel bekend als Vaticanum II, werd van 11 oktober 1962 tot 8 december 1965 gehouden en is bekend geworden als de kerkvergadering van het 'aggiornamento': het ‘bij de tijd brengen’ (moderniseren) van de Katholieke Kerk.

## Beschrijving

### Oecumenisch Concilie
Paus Johannes XXIII (1958-1963) riep tot algemene verrassing op 25 januari 1959 het Tweede Vaticaans Concilie bijeen. Op 11 oktober 1962 opende hij het concilie met een openingsrede onder de naam Gaudet Mater Ecclesia. Het woord ‘oecumenisch’ slaat in dit verband niet op het streven naar eenheid in het christendom, maar het duidt op de oikoumenè, dat letterlijk ‘de bewoonde wereld’ betekent en meer in het bijzonder de Katholieke Kerk verspreid over heel de aarde aanduidt.

### Aggiornamento
Tijdens de openingsplechtigheid waren 2540 bisschoppen uit alle werelddelen aanwezig. Paus Johannes XXIII vroeg de vergaderde bisschoppen om ‘aggiornamento’. Dit Italiaanse woord voor modernisering betekent ‘bij de tijd brengen’. Modernisering van de Kerk was volgens deze paus onontkoombaar. Ook openheid ten opzichte van de gehele wereld diende een kenmerk te worden van een gemoderniseerde Kerk. Dat werd uitgedrukt door de gebiedende beeldspraak om 'de ramen van de Kerk open te zetten voor de frisse lucht van buiten'. Daarom werden ook protestanten, orthodoxen en vertegenwoordigers van andere religies en politieke ideologieën als waarnemers bij het concilie uitgenodigd en benoemd.

### Ontwikkelingen sinds Vaticanum I
Sinds het Eerste Vaticaans Concilie (Vaticanum I; 1869-1870) was de wereld ingrijpend veranderd. In het Westen had de democratie in twee wereldoorlogen overwonnen. In hoog tempo verdwenen de Europese koloniale wereldrijken. De macht van de massamedia, de kernwapenwedloop en de schrijnende armoede in grote delen van de wereld baarden veel katholieken grote zorgen.

### Nieuwe Theologie
De uitkomsten van het Tweede Vaticaans Concilie zijn sterk beïnvloed door de zogeheten nieuwe theologie. Veel vertegenwoordigers van deze theologische beweging waren tijdens het concilie aanwezig als adviseurs van verscheidene bisschoppenconferenties, voornamelijk van de West-Europese. De 'nieuwe theologen' maakten zich sterk voor herbronning. Zij vonden dat de Kerk in haar liturgie, catechese en diaconie zich meer moest baseren op de Bijbel, op de leer van de apostelen en hun eerste opvolgers en op de geschriften van de kerkvaders. Zo zou de Kerk dichter bij haar oorsprong komen, waardoor de geloofwaardigheid van haar getuigenis zou moeten groeien.

### Besluiten

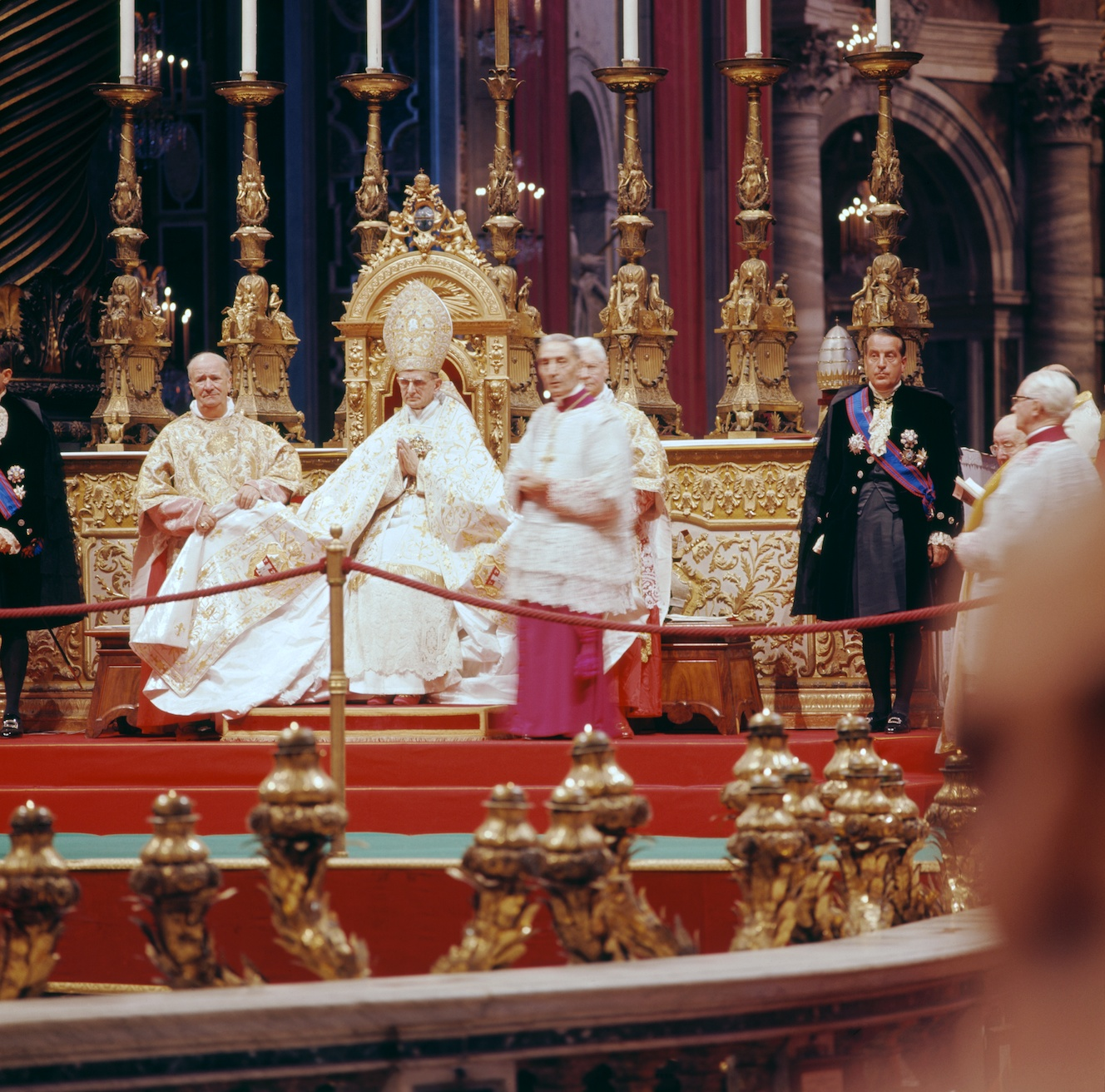
Paus Paulus VI (zittend in het midden)

Op 8 december 1965 werd het concilie afgesloten door paus Paulus VI (1963-1978), opvolger van de in 1963 overleden Johannes XXIII. De concilievaders hadden belangrijke besluiten genomen. In de nieuwe liturgie werd de volkstaal toegestaan en tegelijkertijd het Latijn als universele taal van de Kerk bevestigd. Het gregoriaans werd bevestigd als de muziek die eigen is aan de Romeinse liturgie en waaraan men de voornaamste plaats dient te geven. De liturgische gebeden zouden later grote veranderingen ondergaan. De positie van de plaatselijke bisschoppen en ook die van de leken in de Kerk werd versterkt. De concilievaders verklaarden zich voorstander van democratie als wereldlijke (niet-kerkelijke) vorm van politieke organisatie en van principiële gewetens- en godsdienstvrijheid. Zij toonden respect voor andere godsdiensten en andere christelijke kerkgenootschappen. Het heilskundig exclusivisme werd genuanceerd, met name kwam dit in de relaties met het jodendom en overige christenen tot uitdrukking. Bovendien spraken zij zich uit tegen de kernwapenwedloop.
Door het concilie werden geen nieuwe geloofsdefinities neergelegd, zoals door paus Johannes XXIII bij de openingstoespraak op 11 oktober 1962 werd benadrukt, maar een pastorale heroriëntering. De uitspraken van het concilie vallen niet onder het dogma van de onfeilbaarheid (de paus doet enkel een onfeilbare uitspraak bij de afkondiging van een dogma wanneer het bisschoppencollege geen zitting houdt in een concilie). Het Tweede Vaticaans Concilie draagt bovendien de hele geschiedenis van het leergezag in zich. De constituties, decreten en verklaringen van het concilie bevestigden het primaatschap en de onfeilbaarheid van de paus, de hiërarchische structuur van de Kerk, het sacramenteel karakter van het priesterschap en de uniciteit van de Katholieke Kerk als enige weg naar het heil.

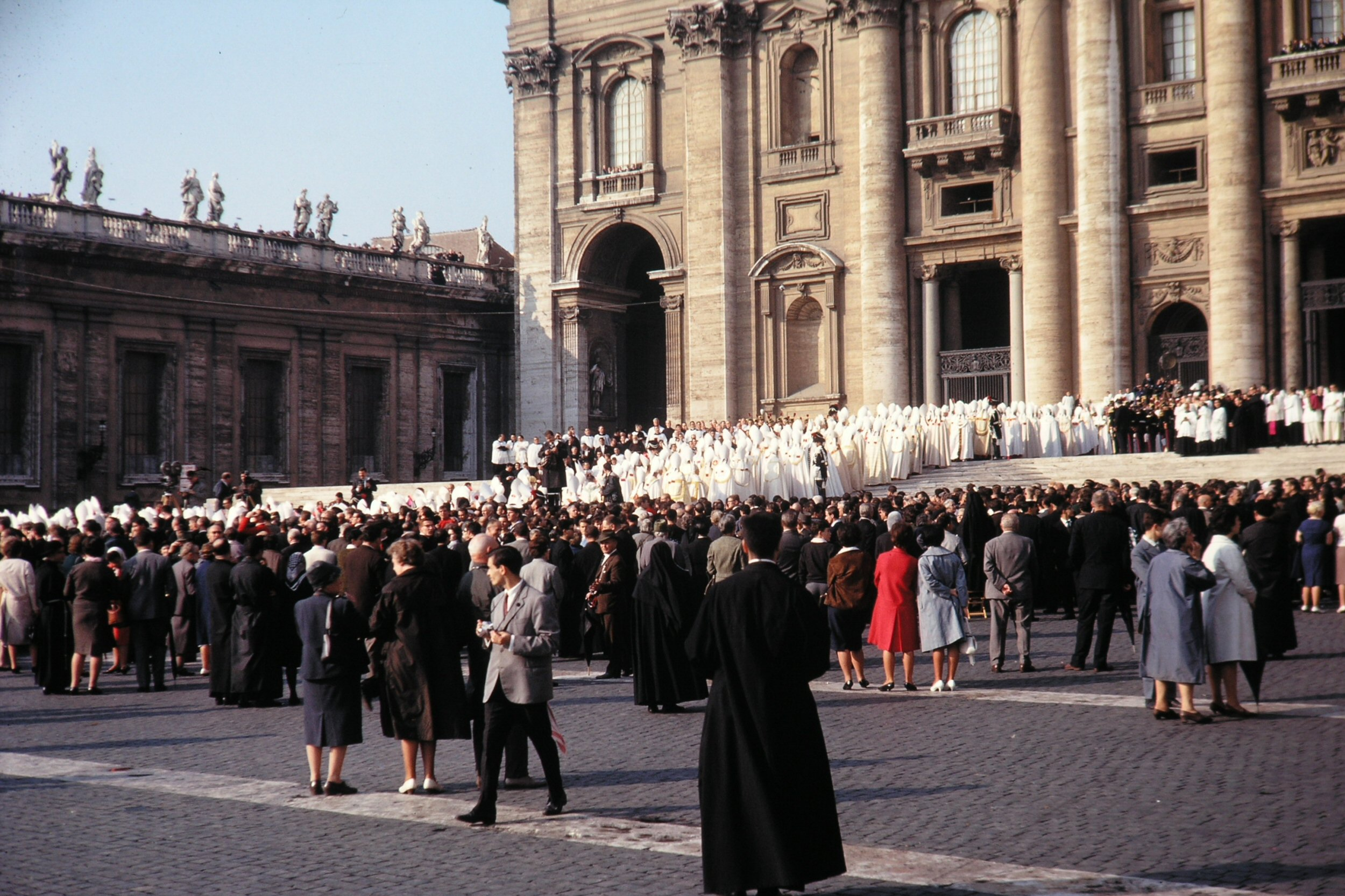
De Concilievaders betreden in processie de Sint-Pietersbasiliek bij de opening van het Concilie
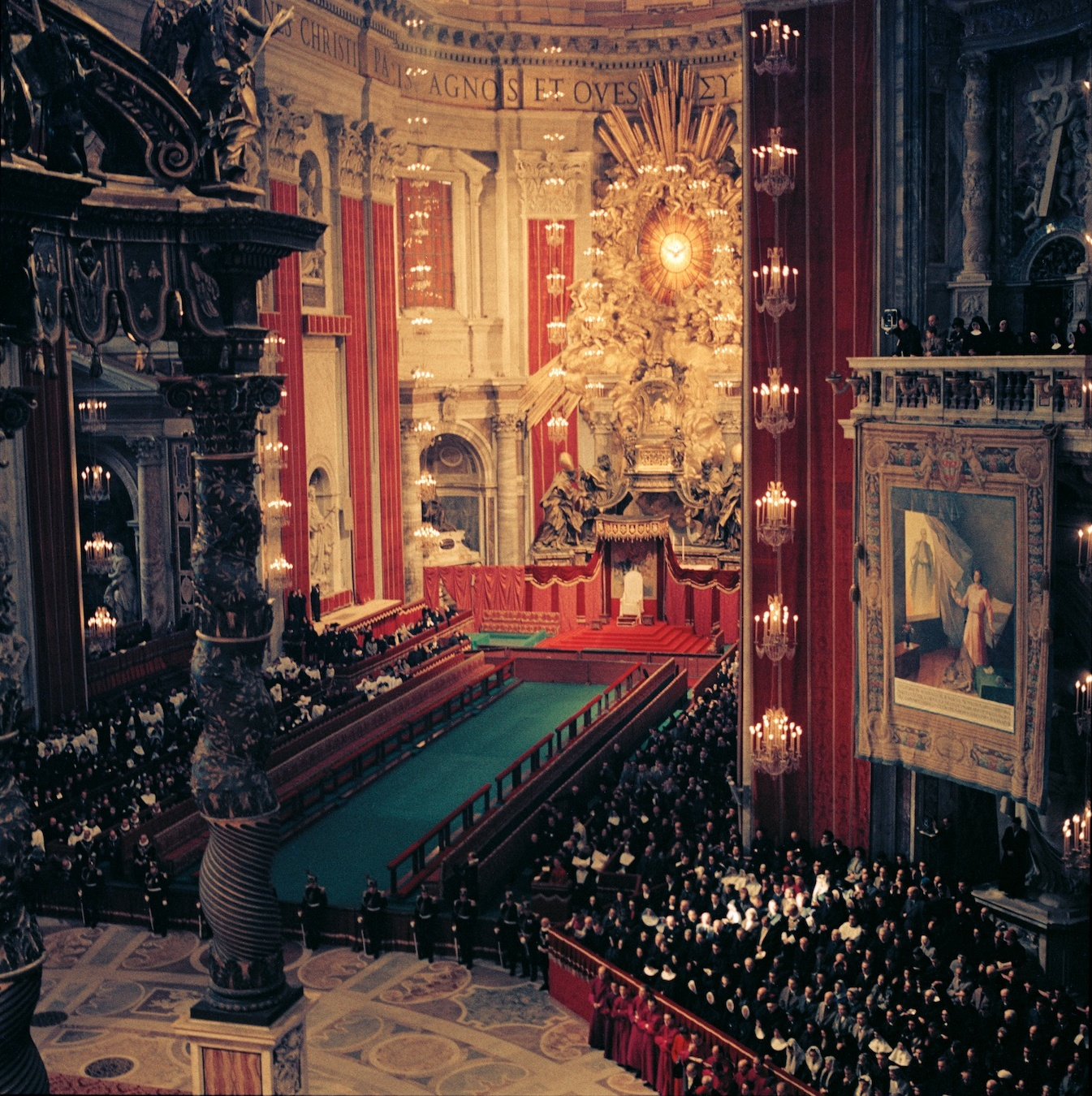
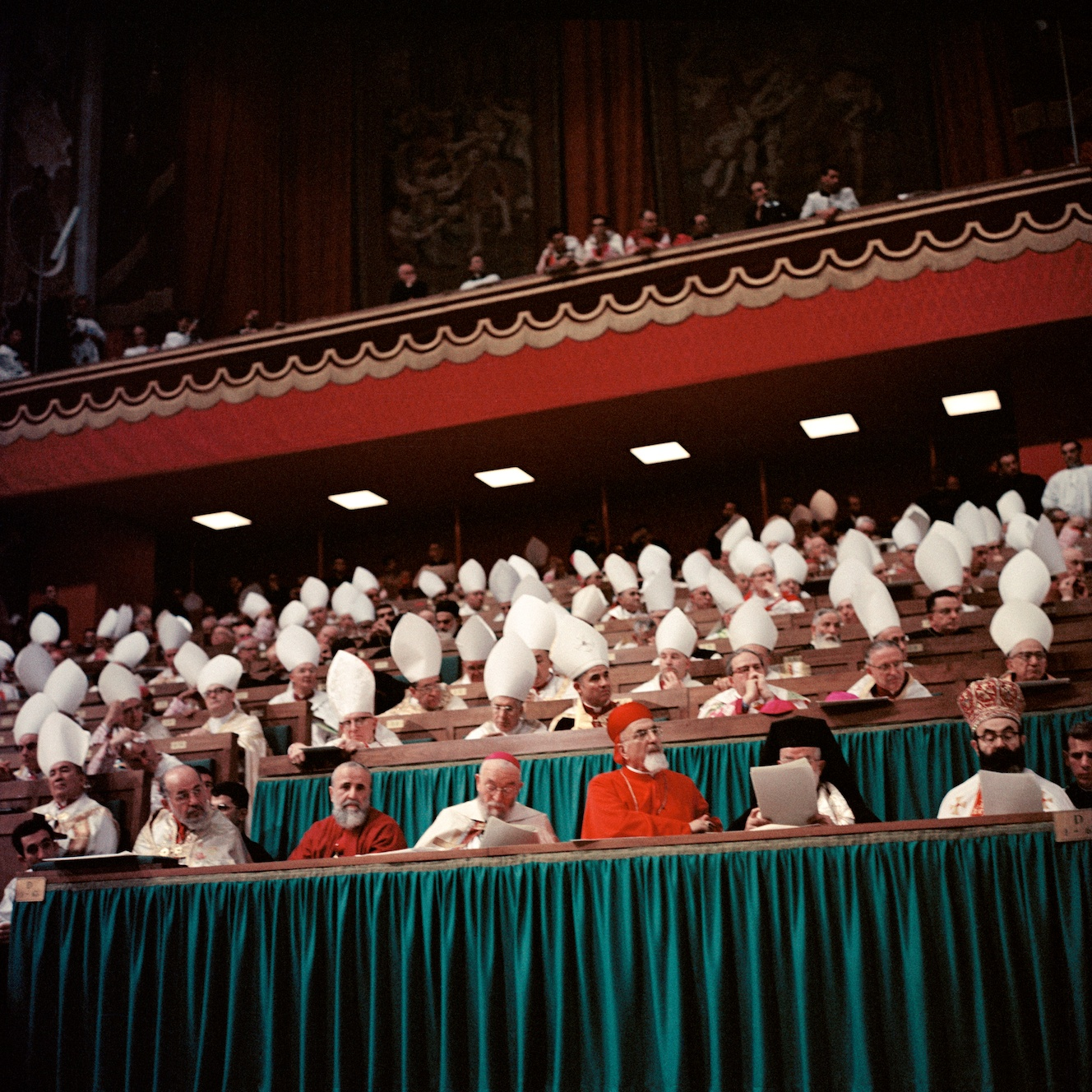
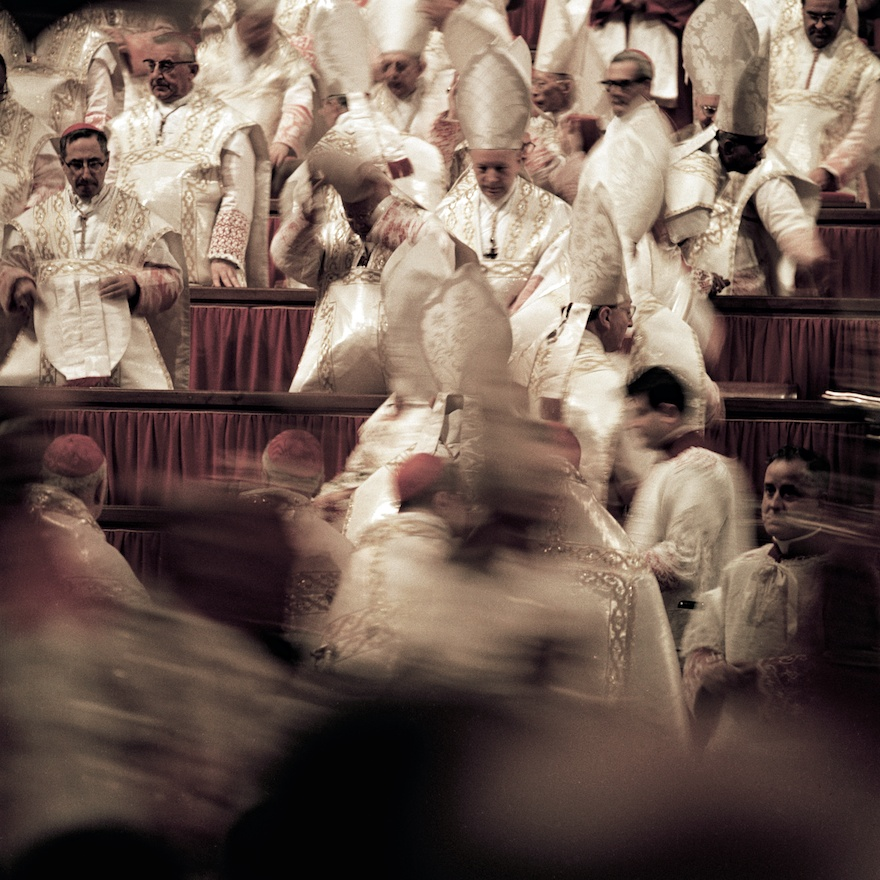

## Interpretatie van het Tweede Vaticaans Concilie
In de afgelopen vijftig jaren zijn in delen van de Katholieke Kerk de decreten van het concilie verschillend uitgelegd. Sommige theologen verstonden het als een oproep tot radicale breuk en revolutie (=hermeneutiek van de discontinuïteit). De latere paus Benedictus XVI (2005-2013) uitte echter na het concilie kritiek op de wijze waarop in sommige landen de besluiten en de uitwerking van het concilie in de praktijk werden omgezet. Hij gaf meerdere keren aan dat het concilie hoort geïnterpreteerd te worden volgens de hermeneutiek van de continuïteit.

#### Nederland en het Concilie
Na afloop van het concilie ontstonden hierover veel debatten, die in enkele landen (in het bijzonder Nederland) erg fel gevoerd werden. Tussen 1968 en 1970 vond te Noordwijkerhout het Pastoraal Concilie plaats waarin vertegenwoordigers van allerlei instellingen en stromingen aan het woord kwamen. Sommige gelovigen vonden dat de door het concilie voorgestelde moderniseringen te ver waren doorgeschoten, anderen vonden juist dat de voorgestelde veranderingen niet ver genoeg gingen. In Nederland liep het debat danig uit de hand. In wat de 'Polarisatie' is gaan heten, dreigde de Nederlandse kerkprovincie uiteen te vallen in een rechter- en een linkervleugel, die onverzoenlijk tegenover elkaar leken te staan. In 1980 werd hierover een bijzondere synode gehouden in Rome en inmiddels is de polarisatie geluwd en worden de gevolgen van de 'Tweede Beeldenstorm' die tijdens en na het Concilie door Nederland waaide, langzaam hersteld. De meeste Nederlandse katholieken accepteren de besluiten van het Tweede Vaticaans Concilie, al zijn er nog wel meningsverschillen over de uitvoering van die besluiten.
De Kerk werkt nog altijd aan de uitwerking en toepassing van de conciliebesluiten. Het Concilie publiceerde zestien documenten: vier constituties, negen decreten en drie verklaringen. De constituties vormen de kerndocumenten. Zij behandelen de principiële onderwerpen. De decreten zijn opgezet als richtlijnen voor de pastorale praktijk. De drie verklaringen gaan in op eigentijdse vraagstukken.

## Priesterbroederschap Sint Pius X
De Priesterbroederschap Sint Pius X (FSSPX), gesticht in 1970 door de Franse aartsbisschop Marcel Lefebvre, wijst het Tweede Vaticaans Concilie af en verzet zich tegen enkele documenten van het concilie namelijk; Sacrosanctum Concilium, Gaudium et Spes, Dignitatis humanae en Nostra Ætate. Ook wijst de FSSPX de Novus Ordo Missae volledig af. Sinds 1988 ontstond er een canonieke irreguliere situatie tussen het Vaticaan en de FSSPX na het illegaal wijden van vier bisschoppen en hun excommunicatie, ongedaan gemaakt in 2009. De FSSPX is een van de belangrijkste bewegingen binnen het traditionalisme en uit regelmatig openlijke kritiek op de besluiten van het concilie en de vernieuwingen in de kerk.

## Documenten

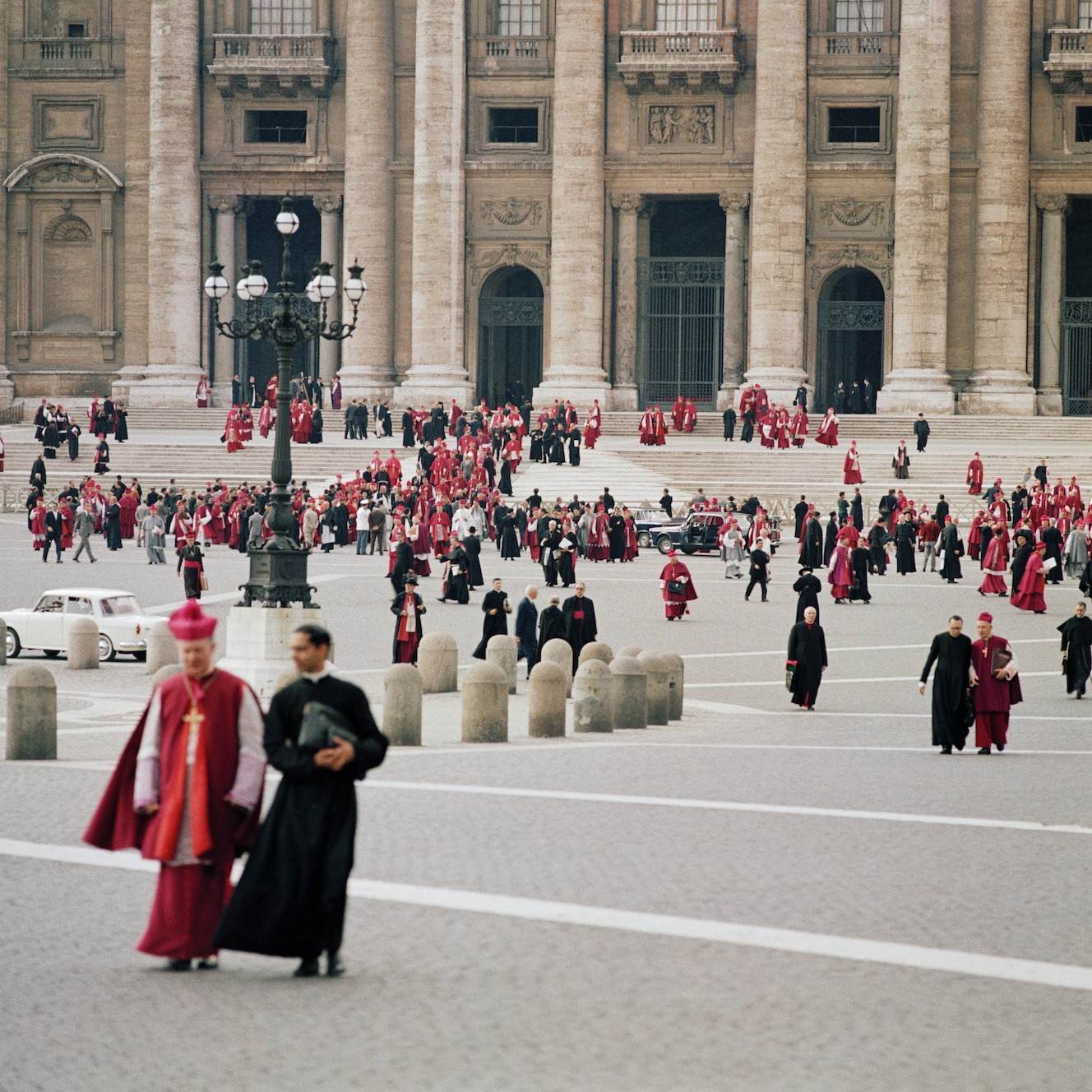

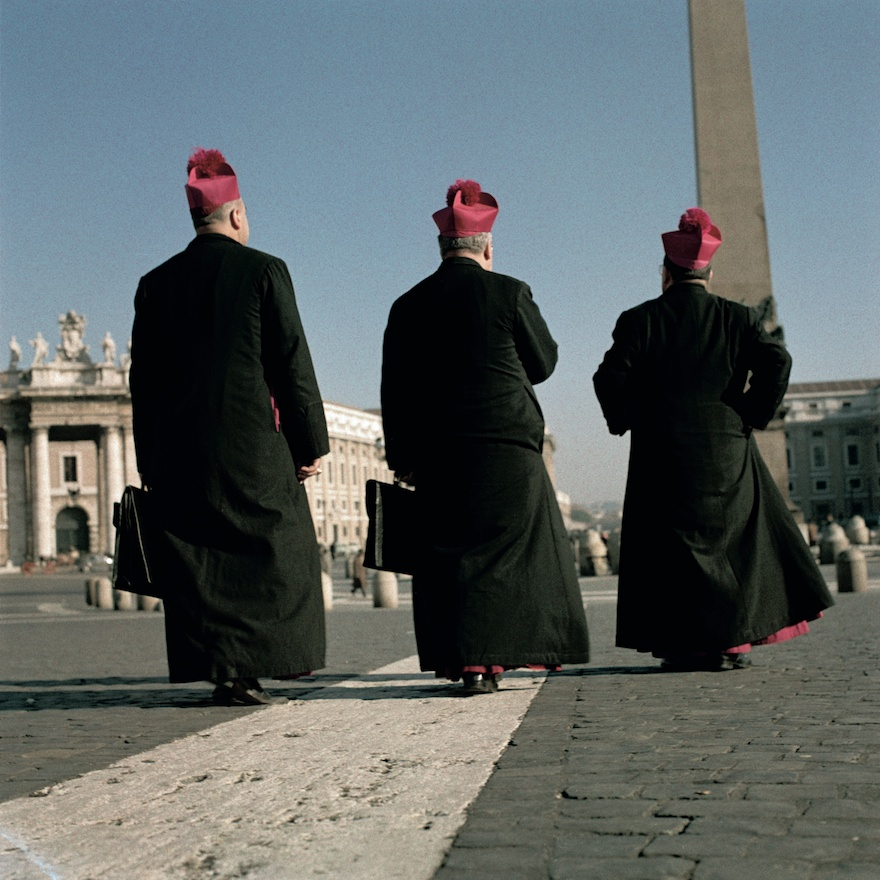

- Sacrosanctum Concilium: constitutie over de heilige Liturgie (4 december 1963)
- Inter Mirifica: decreet over de sociale communicatiemiddelen (4 december 1963)
- Lumen Gentium: (dogmatische) constitutie over de Kerk (21 november 1964)
- Unitatis Redintegratio: decreet over de oecumene (21 november 1964)
- Orientalium Ecclesiarum: decreet over de oosters-katholieke kerken (21 november 1964)
- Perfectae Caritatis: decreet over de vernieuwing van het ordeleven (28 oktober 1965)
- Nostra Aetate: verklaring over de verhouding van de Kerk tot de niet-christelijke religies (28 oktober 1965)
- Optatam Totius: decreet over de vorming van de priesters (28 oktober 1965)
- Christus Dominus: decreet over het herderlijke ambt van de bisschoppen (28 oktober 1965)
- Gravissimum Educationis: verklaring over de christelijke opvoeding (28 oktober 1965)
- Apostolicam Actuositatem: decreet over het lekenapostolaat (18 november 1965)
- Dei Verbum: (Dogmatische) constitutie over de goddelijke openbaring (18 november 1965)
- Presbyterorum Ordinis: decreet over de dienst en het leven van de priesters (7 december 1965)
- Ad Gentes: decreet over de missie van de Kerk (7 december 1965)
- Dignitatis humanae: verklaring over de godsdienstvrijheid (7 december 1965)
- Gaudium et Spes: pastorale constitutie over de Kerk in de wereld (7 december 1965)